# بروستر (فلوریدا)
بروستر (به انگلیسی: Brewster) یک شهر در ایالات متحده آمریکا است که در شهرستان پولک، فلوریدا واقع شده‌است. بروستر ۳ نفر جمعیت دارد و ۴۳٫۵۹ متر بالاتر از سطح دریا قرار دارد.